# Mörkö kyrka
Mörkö kyrka är en kyrkobyggnad belägen på Mörkö, söder om Södertälje i Södermanland. Kyrkan ingår i Hölö-Mörkö församling i Södertälje kontrakt, Strängnäs stift.

## Historia
Kyrkans byggnadshistoria sträcker sig tillbaka till 1100-talet. Medeltida murverk finns kvar i västra delen. Troligen var den från början en romansk kyrka med smalare kor. Dåvarande långhus hade rektangulär grundform, samt ett mindre kvadratiskt kor i öster. Kvar från den tiden är dopfunten, av gotländsk kalksten.
Långhusets murar finns kvar i dagens västparti, medan ursprungskoret revs på 1300-talet, vid utbyggnad till salkyrka. Från 1300-talet är äldsta beläggen för godset Hörningsholm, som fick stor betydelse för kyrkans fortsatta historia. Godset innehade länge patronatsrätt, över såväl kyrkobyggnad som tjänstetillsättningar. Vid senmedeltida utbyggnader tillkom sakristia i norr och vapenhus i söder.
Då fru Ebba Grip ärvde godset Hörningsholm 1660 framgår av kyrkans arkivalier att hon lät genomföra en ombyggnad av Mörkö kyrka. En mur som uppgavs vara förfallen – troligen östra gaveln – förstärktes med strävpelare. Mot söder utbyggdes en korsarm.
Ett sockenstämmoprotokoll från 1787 uppgav att kyrkan blivit för liten för socknens folkmängd. En om- och tillbyggnad verkställdes 1787-1789, genom kyrkans dåvarande patronus, kammarherre greve Nils Bonde och hans hustru Anna Christina Fleming på Hörningsholms slott. Kyrkan formades i neoklassicistisk stil, efter ritningar av länsbyggmästare Anders Sundström den äldre, verksam i Nyköping. Under golvet murades ett gravkor för Bonde-ättens medlemmar. Samtidigt revs de gamla tegelvalven och ersattes av gipsade trätunnvalv. Vapenhuset revs, portalen igenmurades och huvudingången förlades till kyrkans västgavel.
När kyrkans utbyggnad väl stod klar – taklaget restes i juni 1789 - återstod att inreda ett i princip nytt kyrkorum, ljusare och långt rymligare än förut. En bänkdelning för ”Mörkö nya kyrka” gjordes 1789, d v s nya kyrkbänkar hade kommit på plats. Till altaruppsats förfärdigades 1789 ett plant ramverk av finhyvlade, tätt sammanfogade bräder, som trompe l´oeil-målades för att efterlikna ett skulpterat arbete. I ramen sattes Johan Ahlbergs oljemålning Kristus i Getsemane, färdig 1790.
I kyrkorummets västra ände restes en läktare, med uppgång strax innanför den nya västportalen. På läktaren tillkom 1790 kyrkans första kända orgel, med tio stämmor, byggd av Jonas Ekengren i Stockholm. Orgelverket är utbytt sedan dess, men orgelfasaden i neoklassicistisk stil finns kvar.
Ytterligare ett gravkor byggdes 1841 för ätten Bonde, det så kallade Bondeska gravkoret, med cylindrisk form och halvsfäriskt plåttak i anslutning till södra korsarmen. Sedan dess består kyrkans omfång.
Vid omläggning 1847 blev hela kyrkans tak plåttäckt, som på det nybyggda gravkoret. Greve Bonde såg till att skeppa plåt från Stockholm till Skanssundet, där sedan församlingsbor fick hämta den genom ”sexmans körslor”.
En stor restaurering genomfördes 1933 efter handling och ritningar av arkitekt Ove Leijonhufvud. De inre arbetena blev omfattande. Valv och väggar som svärtats av kaminrök skrapades och tvättades. En sluten bänkinredning byggdes. Utanpå bänkgavlarna sattes spegelindelade fasader, som fick marmorering gjord av konstnären/konservatorn Alfred Nilsson. Även altarringen och läktarbarriären marmorerades.
En inre putsning 1960-1961 föranleddes av svår sprickbildning i kyrkorummets tunnvalv. En ny slätputs slogs med kalkbruk. Färgen till väggarna bröts med grön umbra, för att få en grågul ton som överensstämde med påträffade äldre färgskikt. 
En genomgripande fasadrenovering verkställdes sommaren-hösten 2011. Fasaderna tvättades med högtryck, så att befintliga, tjocka färgskikt och lös puts föll av. Det krävdes för att få ett säkrare målningsunderlag. Skador lagades med hydrauliskt kalkbruk. En ny putsyta slogs på. Avfärgning skedde med våtsläckt Kinnekullekalk, som gav en milt gul färgnyans som påminner om den lokala kalken från Oaxen. Historiskt har kyrkan sannolikt varit avfärgad med Oaxen-kalk, som dock slutat framställas.
Senaste inre renoveringen verkställdes 2023. Arbetena omfattade kyrkorummets valv och väggar, inre fönstersnickerier, bänkinredningens ryggar och sitsar, brädgolv, stengolv, samt trappan till läktaren. Altarring, bänkfasader och orgelfasad konserverades. Kyrkorummets fem ljuskronor helrenoverades i verkstad.

## Interiör[1]
- En dopfunt från 1200-talet som länge var försvunnen. Foten och skålens undre del påträffades 1912 i en trädgård i närheten av kyrkan. När västra kyrkogårdsmuren senare lagades, återfanns skålens övre del där, sönderslagen i flera stycken. Delarna sattes ihop 1933, så att dopfunten gick att återställa. Rekonstruktionen utfördes av bildhuggare Gillis Grähs i Stockholm

- Predikstolen härrör troligen från 1660-talet. Den har på stilistiska skäl tillskrivits Carl Hebel. Troligen satt predikstolen på södra sidan i västra korsarmen, men var därefter placerad på norra väggen vid västra korsarmen, där den satt till ombyggnaden 1797. Den ursprungliga målningen togs fram 1933 av konservator Alfred Nilsson under två lager övermålning.
- Altartavlan som föreställer Kristi lidande i örtagården målades 1790 av ritmästaren vid Uppsala universitet Johan Ahlberg, den omges av kannelerade korintiska pilastrar i mörk guldbrons, och framför dess står två marmorstatyer av "Tron" och "Hoppet". Ovanför tavlan sitter en strålande sol av förgyllt trä, omgiven av målade änglahuvuden och avslutas uppåt av ett målat draperi. Nedanför tavlan sitter två ovala sköldar med ätterna Bondes och Flemings vapen, syftande på Nils Bonde och Anna Christina Fleming, som skänkte altarprydnaden i samban med kyrkans restaurering 1787–1788.
- Nummertavlorna med ovala ramar i blått och guld är utförda 1793 av bildhuggaren Ernst Philip Thoman.
- Den eleganta orgelfasaden tillkom 1790, då kyrkan fick sin första orgel, bekostad av greve Nils Bonde på Hörningsholm och byggd av stockholmsorgelbyggaren Jonas Ekengren. Fasadens och läktarens dekormålning är från 1933, av konservator/konstnär Alfred Nilsson. I dag döljer fasaden ett modernt verk från 1974, levererat av Setterquist & Son Orgelbyggeri i Strängnäs.

## Klockor och klockstapel[1]
Nuvarande klockstapel uppfördes 1648 och antas ha ersatt en äldre klockstapel. Storklockan härrör troligen från början av 1500-atlet och är märkt med en mästare med signaturen W, troligen samma mästare som en omgjuten klocka i Brännkyrka kyrka. Den är också prydd med figurframställningar av de tolv apostlarna och en Sankt Göranfigur med en latinsk omskrift som anger att det är Sankt Göransgillet i Stockholms sigill. Varför klockan bär detta sigill är okänt. Runt övre delen finns en plattysk inskrift i gotiska minuskler "help ghot wes wi beginnen / dat id enem ghoden ende wynnen".
Lillklockan har långa latiska inskrifter, som bland annat omtalar att klockan göts i Stockholm 1742 av Johan Fahlsten, medan Erik Thun var kyrkoherde i Mörkö, på bekostnad av Elsa Elisabet Banér på Hörningsholm.

## Kyrksilver[1]
Kalk och patén är i förgyld silver, tillverkad av Carl Gustaf Björkman i Nyköping 1735–1745. En päronformig vinkanna på hög fot är tillverkad av guldsmeden Jacob Hallard i Stockholm 1812 och skänktes till kyrkan av greve Nils Bonde hos grevinnan Anna Christina Bonde, född Fleming. Oblatsaken i förgyllt silver och med filigranarbete på locket och sidorna har troligen ursprungligen varit ett profant nipperskrin. Det skänktes 1752 till kyrkan av greve Nils Bonde på Hörningsholm och hans hustru Magdalena Elisabeth von Dreyern. I samband med restaureringen 1933 skänktes från Hörningsholm en silverskål tillverkad 1729 av Petter Henning den yngre i Stockholm. Skålen är stämplat med ett alliansvapen som visar att den tidigare tillhört Nils Bonde och Anna Christina Fleming. Ett sockenbudstyg i förgyllt silver är enligt stämplarna tillverkat i Stockholm 1855. Själva kalken förefaller dock ursprungligen äldre, möjligen från 1600-talet. Bland kyrksilvret märks även en brudkrona av förgyllt silver med infattade stenar i olika färger. Den inköptes för kyrkans pengar år 1800.

## Belysning[1]
Bland ljusredskapen märks två malmkronor, den östligaste har ett klot med inskriften: "OLAVS LVNDH / ANNO 1703". Olof Lund var befallningsman på Hörningsholm. Nästa ljuskrona åt väster med 16 ljusarmar i två kransar anges i en inventarieförteckning 1702 ha skänkts av trädgårdsmätaren vid Hörningsholm mäster Anton Günter Wulff 1691. Vidare äger kyrkan en trearmad malmstake från omkring 1600. På altaret står ett par franska barockstakar i trä som skänktes av grevinnan Ebba Bonde 1927.

## Textilier[1]
1750 skänktes en mässhake, ett altarkläde, en dyna för altaret och en pung till kyrkan av Nils Bonde och Magdalena Elisabeth von Dreyern. Alla dessa föremål är bevarade utom dynan för altaret. En kalkduk finns i samma tyg, möjligen är den sydd av tyget från dynan. Tyget är ett franskt sidentyg med blomstermönster i guld och naturliga färger mot en himmelsblå botten. Färgerna på antependiet som setat uppsatt kring altarbordet är starkt blekta, men mässhaken är ännu väl bibehållen. Bland andra textilier märks ett antependium och en mässhake i svart sammet, besatta med silvergaloner. Föremålen är försedda med donatorernas - Nils Bonde och Anna Christina Flemings - initialer och årtalet 1812.

## Gravminnen[1]
Huvuddelen av de mer märkta gravminnena härrör från ägare till Hörningsholm. Några undantag finns, bland annat gravstenen över häradsfogden i Nyköpings län Kristoffer Agrælus född 1634 och hans hustru Anna Johansdotter (1643–1672). En annan gravsten är avsedd för befallningmannen på Hörningsholm och Tullgarn Johan Michaelsson (1596–1676). En gravsten är avsedd för församlingens kyrkoherdar.
Främst bland minnesmärkena i kyrkan är monumentet över Mauritz Sture och Anna Horn af Åminne. det är utformat som en sarkofag, men de döda begravdes inte i den utan i Banérska gravvalvet under södra korsarmen. Materialet är brun, polerad kalksten. På den kraftiga sockeln står 16 kolonner, som skenbarligen bär upp krönlisten. Centralpartiet är dekorerat med målade reliefer, den västra kortsidan bär ätterna Stures och Horn af Åminnes vapen. Var och en av de båda långsidorna pryds av en vas och på sidorna om dem 16 anvapen för var och en av de begravda. Monumentet har uppförts kort efter Mauritz Stures, död, utrymme för lämpats för att infoga Anna Horns ålder och dödsår, men det har aldrig gjorts.
Bland minnesmärken från senare ägare till Hörningsholm märks ett huvudbanér av snidat och målat trä över överstelöjtnant Gustaf Carl Banér (1652–1697). Till detta huvudbanér hör två anträd med anorna på fädernet och mödernet. Ett två månader gammal son till överstelöjtnanten har hedrats med ett annat huvudbanér i samband med sin död 1684.

## Orgel
- 1790 bygger Jonas Ekengren, Stockholm en orgel med 10 stämmor.
- 1907 bygger C J Lund & Son, Stockholm en orgel med 12 stämmor, två manualer och pedal.
- Den nuvarande orgeln är byggd 1974 av E A Setterquist & Son, Strängnäs och är mekanisk. Fasaden är från 1790 års orgel.

| Manual I och II   | Pedal      | Koppel |  |
| Gemshorn 8’       | Subbas 16’ | I/P    |  |
| Gedackt 8'        |            | II/P   |  |
| Principal 4'      |            | II/I   |  |
| Rörflöjt 4'       |            |        |  |
| Hålflöjt 2'       |            |        |  |
| Oktava 1'         |            |        |  |
| Mixtur 4 chor     |            |        |  |
| Dulcian 8'        |            |        |  |
| Crescendosvällare |            |        |  |

## Bilder

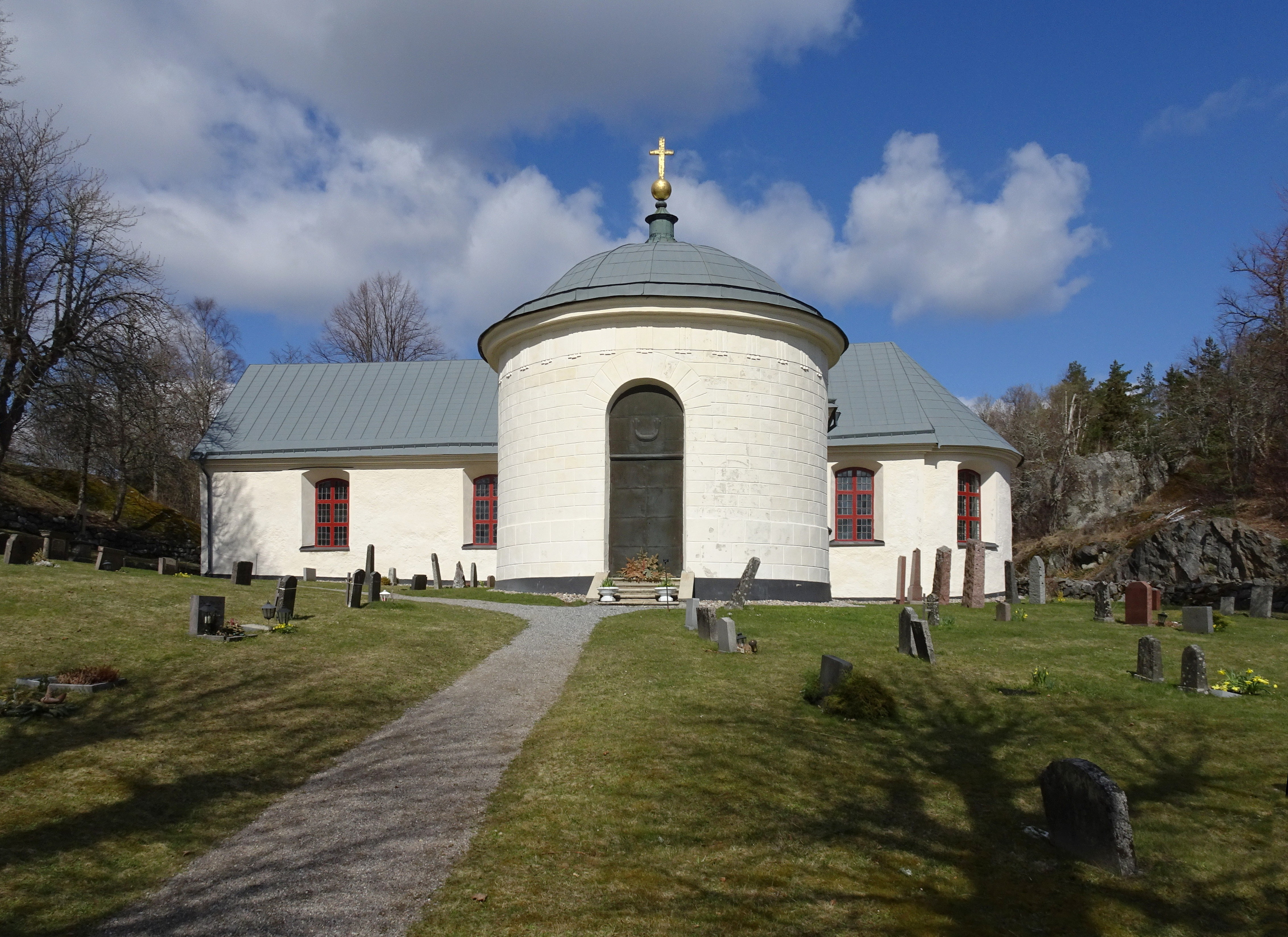
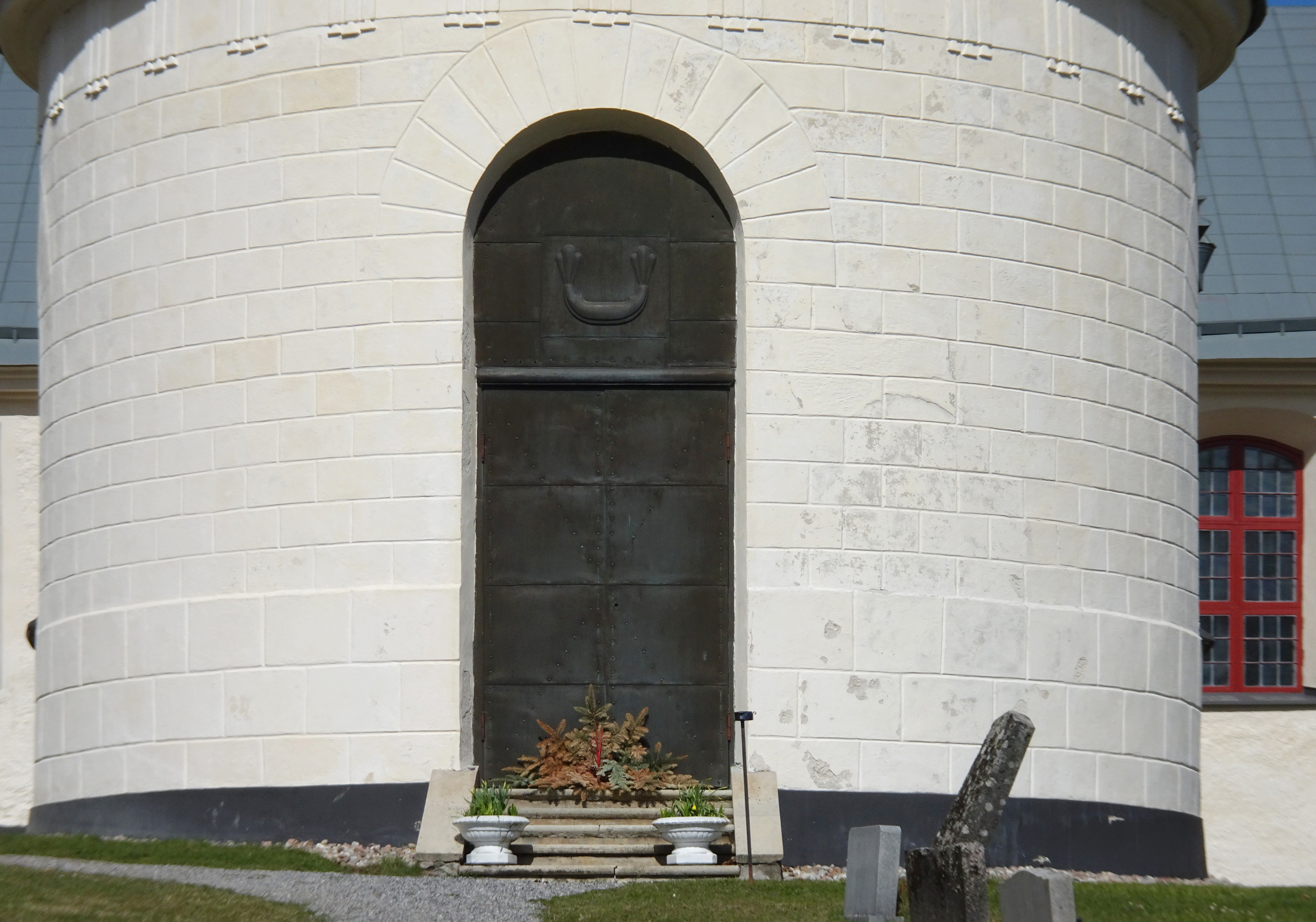
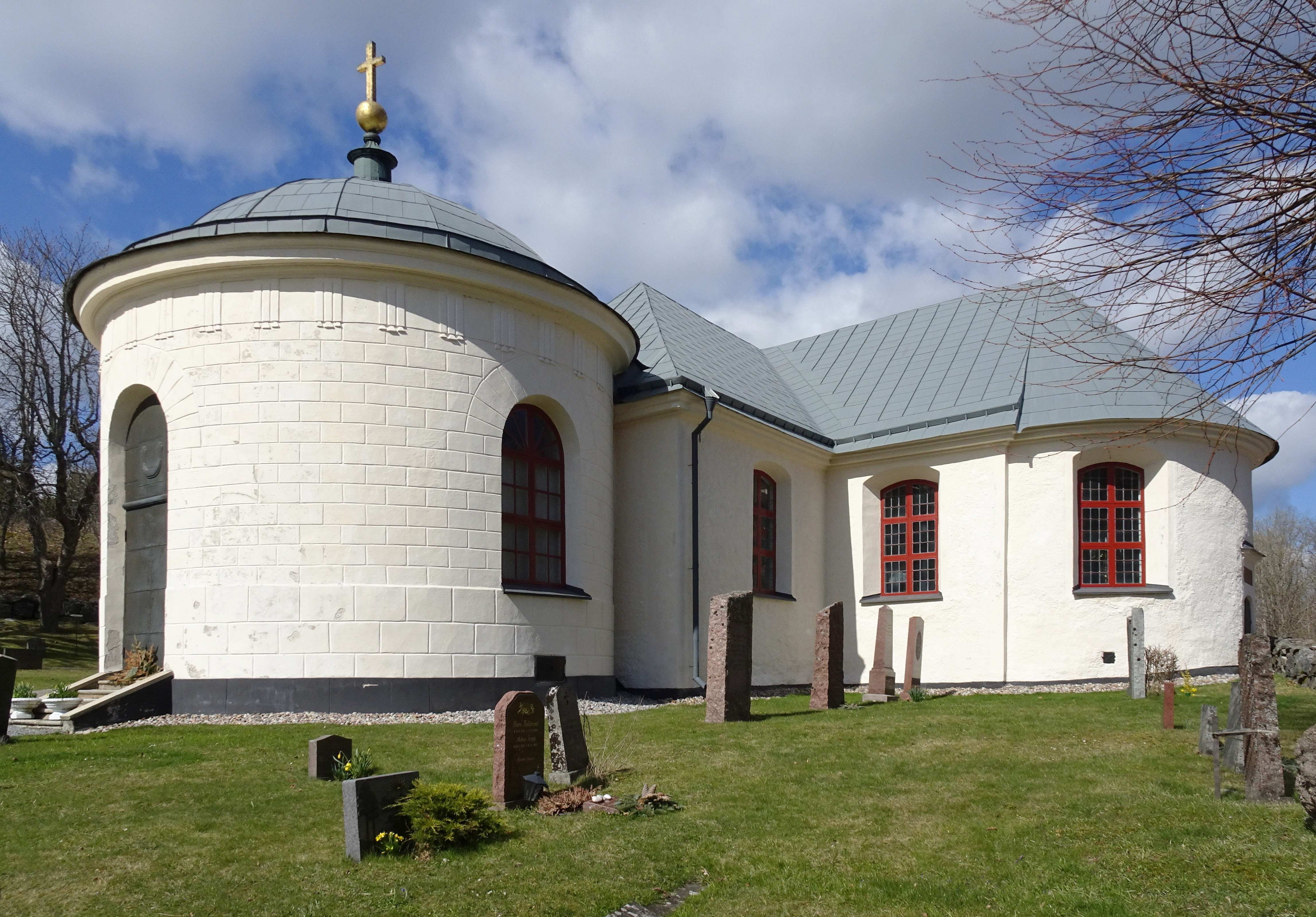
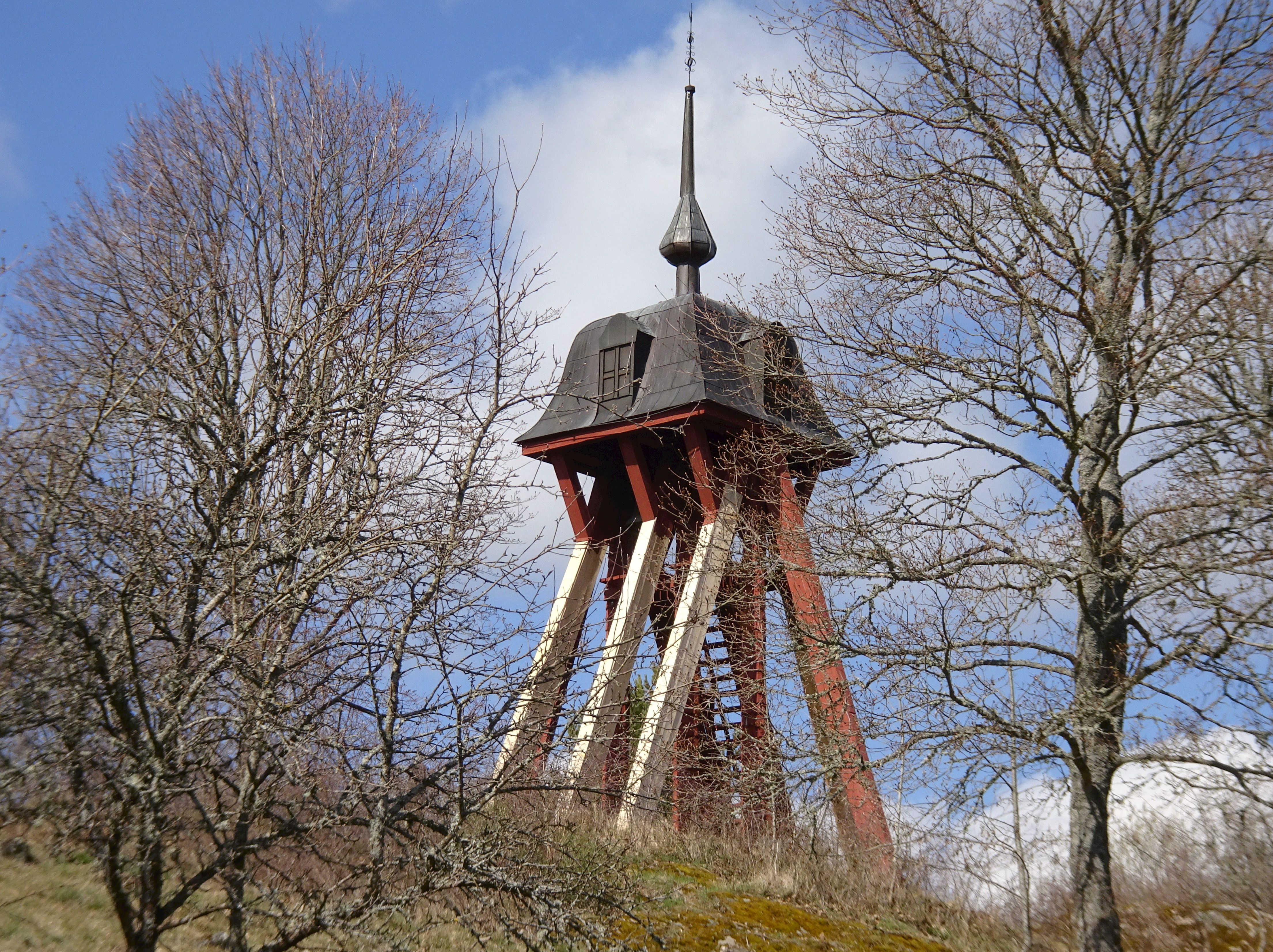